# Thomas Banholzer
Thomas „Tom“ Banholzer (* 12. Dezember 1954 in Konstanz; † 11. März 2022 ebendort) war ein deutscher Jazzmusiker (Trompete, Komposition, Arrangement), der sich vor allem in der Jazzszene der Bodenseeregion hervortat.

## Leben und Wirken
Banholzer begann als 15-Jähriger in der Konstanzer Musikszene in der Dixieland-Combo Old Fashion Jazzband und später u. a. mit dem Universal Jazzorchestra zu spielen. In den 1970er-Jahren fing er an, sich mit verschiedenen Jazzstilistiken zu beschäftigen, u. a. zusammen mit dem Saxophonisten, Komponisten und Musikpädagogen Bernd Konrad. Ab den 1980er- und 90er-Jahren entstanden eigene Kompositionen, u. a. in der Beschäftigung mit der Musik von Duke Ellington, Miles Davis und John Coltrane; des Weiteren spielte er bei Norbert Heizmanns Eingeborenen Musik, mit seinem Freund Notger Homburger oder in verschiedenen Formationen mit dem Schlagzeuger Patrick Manzecchi, den Saxofonisten Andreas Maile,  Jochen Feucht, Uwe Ladwig, dem Posaunisten Joe Gallardo und mit der Kontrabassistin Karoline Höfler. Außerdem arbeitete Banholzer mit seiner Band Soul Eyes und mit dem von ihm geleiteten Jazz+ Rock Kommando der Jazz- und Rockschule Konstanz. Als Vorband zu Al Jarreau trat er mit seinem Quintett auf dem Hohentwiel-Festival auf. Aufnahmen entstanden weiterhin mit den Formationen The "Mojo" Ram Jam Bluesgang (Blues Is; 1988), Le Bal des Chefs (2005 Live im Zeppelin), Notty's Jug Serenaders (Welcome to the Saint, 2009) und Paradox Jazz Band (Royal Flush, 2015).

## Diskographische Hinweise
- Live at the 1999 Hohentwiel Festival (Ladwig Jazz Records, 2013)
- More Duke and Live Again (Ladwig Jazz Records, 2016)
- Thomas Banholzer, Notker Homburger, Norbert Heizmann: Banholzer, Heizmann, Homburger – Eingeborenenmusik vom Westlichen Bodensee (Ufer Records, 2021)